# Jean-Pierre Bois
Jean-Pierre Bois (Francia, 1945) es un historiador francés.

## Trayectoria profesional
Antiguo alumno de la École normale supérieure de l'enseignement technique (ENSET), es catedrático (agrégé) de historia y doctor en letras. 
Ha sido profesor en el liceo de Rochefort-sur-Mer, en Estambul como ayudante en el Atatürk Milli Egitim Enstitüsu, en la universidad de Angers y en la Universidad de Nantes, donde enseñaba la historia moderna. 
Sus trabajos y publicaciones se refieren a historia militar e historia social de los militares de la época moderna.

## Obras
- Les Soldats de l´Hôtel Royal des Invalides au XVIIIe siècle, su doctorado en historia
- Les Anciens Soldats dans la société française au XVIIIe siècle (1986), su doctorado en Letras por la Universidad de París-Sorbona
- Les Vieux, de Montaigne aux premières retraites (Fayard, enero de 1989)
- La Revolución francesa, edición española, Historia 16, Madrid, 1999
- Don Juan d'Autriche, Paris, Tallandier, 2008
- La Fayette, Paris, Perrin, 2015

- Datos: Q3169035